# Dick Railsback
Richard „Dick“ Leigh Railsback (* 19. März 1946 in Pasadena, Kalifornien; † 30. Juni 2021 in Boise, Idaho) war ein US-amerikanischer Meister und erfolgreicher Trainer im Stabhochsprung. In seinem besten Jahr (1967) war er die Nummer 5 der Weltrangliste.

## Leben
Railsback begann mit 14 Jahren mit dem Stabhochsprung (im ersten Jahr 2,70 m). Am Ende der Highschool in Pasadena sprang er 4,35 m als 18-Jähriger. Er besuchte für zwei Jahre das Pasadena Junior College, stellte mit 5,02 m einen nationalen Junior Collegerekord auf, lief die 100 Meter in 10,6 s und die 300 Meter Hürden in 38,2 s, wodurch er zu den schnellsten Stabhochspringern der USA gehörte. Durch diese Leistungen bekam er nun ein volles Stipendium an der UCLA, wo Coach Ken Shannon ihn zu einem Weltklasse-Stabhochspringer formte. Hier schloss er auch sein Sportstudium mit dem Bachelor und dem Master ab. 1967 war er die Nr. 5 der Welt, 1968 gewann er die amerikanische Meisterschaft, bei den U.S. Olympic Trials, wurde er jedoch nur Vierter, sodass er nicht an den Olympischen Spielen in Mexiko teilnehmen konnte. Er war bei den Olympischen Spielen 1976 Trainer der Olympiamannschaft. Nach dem Studium startete er für die Southern California Striders, ehe er 1969–1971 nach Schweden übersiedelte und für den Gefle IF startete. Dort heiratete er 1970 die Hürdenläuferin Annika Rohlén. Er war sowohl schwedischer als auch US-amerikanischer Bürger. 1975–1978 arbeitete er als Trainer für leichtathletische Sprünge in Saudi-Arabien, ehe er Trainer an der University of Nebraska (1978–1983) wurde. Im Hauptberuf übernahm er dann den Vertrieb von sportbezogenen Installationen, so für USC, Inc., Bison, Inc. und zuletzt als Director Of Business Development für Tartan-APS. Seit 2013 war er zudem Stabhochsprungtrainer für die Midland University. Seine Bestleistung betrug 5,40 m.
Er ist der Autor von: Pole vault drills for women. Ames, IA : Championship Productions, 2007.